# Ureshino
Ureshino (Japans: 嬉野市, Ureshino-shi) is een Japanse stad in de prefectuur Saga. In 2014 telde de stad 27.642 inwoners. 

## Geschiedenis
Op 1 januari 2006 werd Ureshino benoemd tot stad (shi). Dit gebeurde na het samenvoegen van de gemeenten Shiota (塩田町) en Ureshino (嬉野町).
Steden:
Imari · Kanzaki · Karatsu · Kashima · Ogi · Saga (hoofdstad) · Takeo · Taku · Tosu · Ureshino

Districten:
Fujitsu · Higashimatsuura · Kanzaki · Kishima · Miyaki · Nishimatsuura
Gemeenten per district